# Vitnackad sultanspett
Vitnackad sultanspett (Chrysocolaptes festivus) är en sydasiatisk fågel i familjen hackspettar.

## Utseende
Vitnackad sultanspett är en 29 cm lång hackspett med guldgula vingar och svartfjälligt vit undersida. Den är vit i nacken och på manteln, medan svart på skapularer och rygg formar ett V. Även övergumpen är svart. Ett svart ögonstreck leder ner på det svarta på ryggen och från näbben ner till bröstet löper ett tudelat mustaschstreck. Hanen har röd hjässtofs, honan gul.

## Utbredning och systematik
Vitnackad sultanspett delas in i två underarter med följande utbredning:
- Chrysocolaptes festivus festivus – förekommer i lågland och kullar i sydvästra Nepal och i Indien
- Chrysocolaptes festivus tantus – förekommer i Sri Lanka

### Släktskap
Sultanspettarna i Chrysocolaptes ansågs tidigare vara nära släkt med flamspettar i Dinopium. Genetiska studier visar att de trots liknande utseende inte alls är nära släkt. Istället står de nära de amerikanska jättespättarna i Campephilus medan flamspettarna istället är närmast släkt med de asiatiska släktena Gecinulus, Meiglyptes och Micropternus, på lite längre avstånd även bland annat gröngölingarna i Picus. Detta fenomen, att ej närbesläktade grupper som förekommer i samma geografiska område har så likartade utseende, är vanligt förekommande bland hackspettarna och är möjligen ett resultat av social mimikry.

## Status och hot
Arten har ett stort utbredningsområde, men tros minska i antal, dock inte tillräckligt kraftigt för att den ska betraktas som hotad. Internationella naturvårdsunionen IUCN listar arten som livskraftig (LC).